# 鷲谷七菜子
鷲谷七菜子（わしたに ななこ、1923年1月7日 - 2018年3月8日）は、日本の俳人。

## 人物
大阪府出身。楳茂都流の舞踊家・楳茂都陸平と元宝塚歌劇団娘役の吉野雪子（千鳥）との間の長女。本名・ナナ子。生後7ヶ月で楳茂都流二代目家元の祖父に引き取られ、祖父母によって育てられる。1940年、夕陽丘高等女学校（現・大阪府立夕陽丘高等学校）卒業。
高女時代より俳句をはじめ、1942年より「馬酔木」に入会、水原秋桜子に師事。また1946年、「南風」に入会し山口草堂にも師事する。1951年「馬酔木」同人。「南風」編集・発行に参加し、1962年より「南風」婦人投句欄選者（1980年まで）。1984年、草堂の指名により「南風」主宰となる。1977年、『花寂び』で現代俳句女流賞受賞。1983年、『游影』で俳人協会賞受賞。2005年、『晨鐘』で第39回蛇笏賞受賞。
2004年、「南風」主宰を辞任（後継は山上樹実雄）、同名誉顧問となる。2007年、断筆を宣言。
2018年3月8日、気管支喘息のため死去。95歳没。

## 著書
- 『黄炎 鷲谷七菜子句集』南風俳句会 南風叢書　1963
- 『句集　銃身』牧羊社 現代女流俳句選集 1969　のち邑書林句集文庫
- 『咲く花散る花 京洛・近江へのいざない』牧羊社 1976
- 『現代俳句入門』文化出版局 1979
- 『游影』牧羊社 現代俳句女流シリーズ 1983
- 『古都残照』牧羊社 1987
- 『水韻 鷲谷七菜子句集』ふらんす堂文庫 1990
- 『句集　天鼓』角川書店 現代俳句叢書 1991
- 『鷲谷七菜子 自選三百句』春陽堂書店 俳句文庫 1993
- 『鷲谷七菜子作品集』本阿弥書店 1993
- 『花神コレクション俳句　鷲谷七菜子』花神社 1995
- 『檪林の中で』牧羊社、1996
- 『句集　一盞』花神社 花神俳人選 1998
- 『季語別鷲谷七菜子句集』ふらんす堂 2002
- 『鷲谷七菜子全句集』南風俳句会編　角川書店 2013

### 編著
- 『女流俳句の世界』平井照敏共編　有斐閣選書 1979
- 『昭和俳句文学アルバム 山口草堂の世界』編著　梅里書房 1990